# مريجات (زحلة)
مريجات  هي إحدى القرى اللبنانية من قرى قضاء زحلة في محافظة البقاع.